# Villa Kakelbont
Villa Kakelbont (Zweeds: Villa Villekulla) is het huis van Pippi Langkous, de hoofdpersoon van de jeugdboeken van Astrid Lindgren.

## Fictie
In de villa wonen behalve Pippi, er ook het aapje Meneer Nilsson en het paard Witje. Van de locatie weten we niet meer dan dat het aan de buitenrand van een klein stadje ligt. Kenmerkend voor de villa is dat deze aan de buitenkant kleurrijk is. Haar vriendjes, Tommy en Annika die vlakbij wonen, komen regelmatig spelen in de villa. In de tuin van Villa Kakelbont staat een 'limonadeboom' waaruit sockerdricka (suikerdrank) kan worden getapt. De inspiratie voor deze limonadeboom vond schrijfster Lindgren in haar eigen tuin waarin zij opgroeide in Näs, nabij Vimmerby, waar een grote boom met een brede en knoestige stam staat.

## Villa Kakelbont in de verfilming van Olle Hellbom
In de zoektocht naar een geschikte locatie voor de verfilming van de boekenserie over Pippi Langkous in 1969 kwamen schrijfster Lindgren en regisseur Olle Hellbom uit bij een voormalige woning, vermoedelijk uit 1902. Voor deze zoektocht werd zelfs een advertentie geplaatst in Expressen. De oorspronkelijke woning stond op het terrein van het Gotland Regiment. Na toestemming van het Zweedse leger werd het huis op details aangepast en geschilderd in diverse bonte kleuren. Voor zowel de films en de daaruit volgende beroemde televisieserie met Inger Nilsson werd alleen de buitenkant van het gebouw gebruikt. De interieur opnames werden gemaakt in een filmstudio met behulp van nagemaakte decors.
Het huis, dat tijdens de opnames al in een grote staat van verval stond, trok al snel veel toeristen naar Gotland. Het was de oorspronkelijke intentie om het pand te slopen. Maar na een oproep tot het behoud van Villa Kakelbont en een veiling werd het het huis verkocht aan Gotlander Einar Nyberg. Enige voorwaarde bij de verkoop was dat het huis verplaats diende te worden aangezien het militaire terrein onvoldoende geschikt was voor de toestroom van toeristen. Met behulp van een metalen frame werd de constructie in zijn geheel verplaatst naar het pretpark Kneippbyn dat enkele kilometers verderop lag. Inmiddels is het huis enkele keren gerenoveerd en zijn de gebruikte interieur decors uit de studio zo nauwkeurig mogelijk in de villa nagebouwd. Als onderdeel van het pretpark is het huis toegankelijk voor het publiek. 

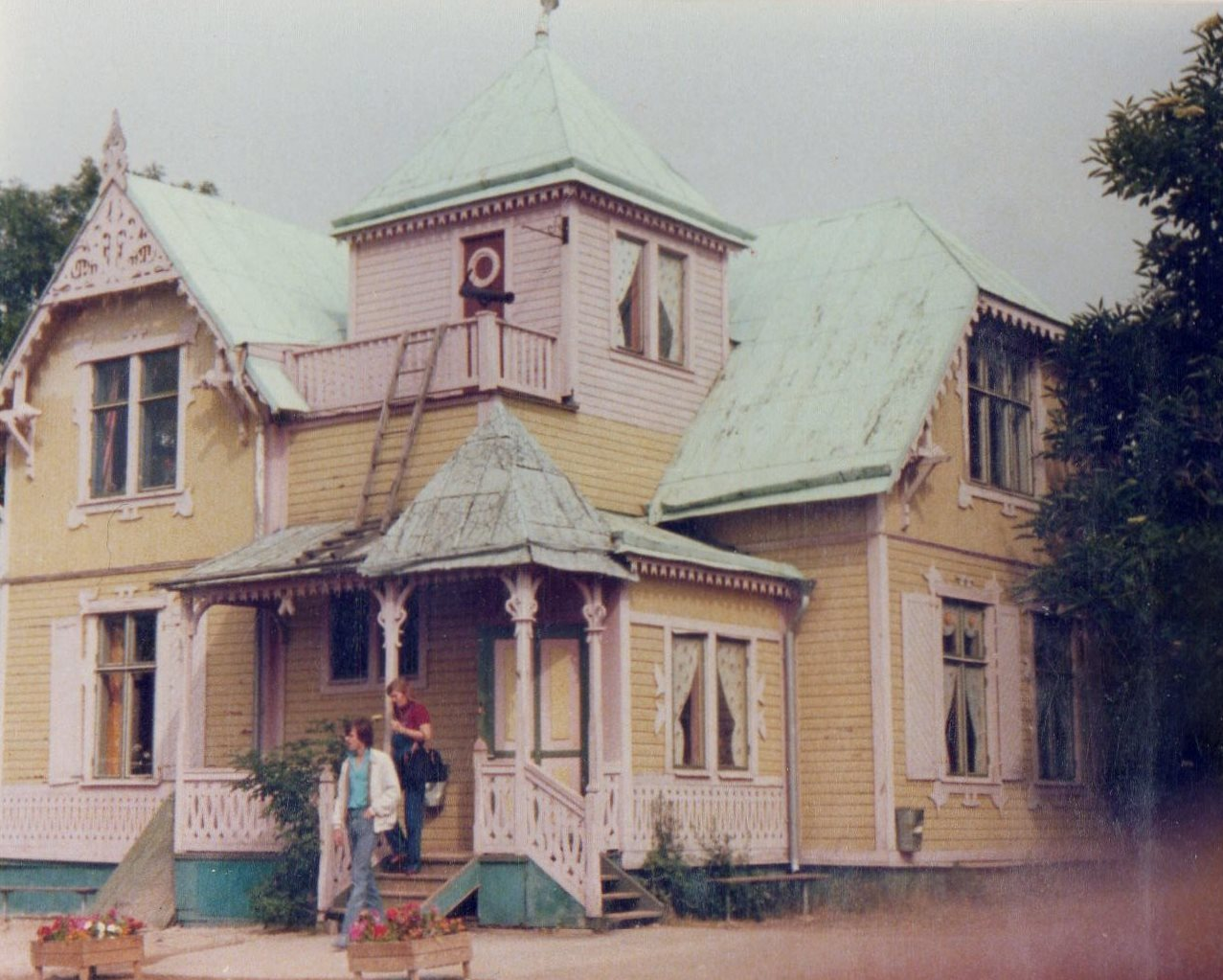
Villa Kakelbont op Gotland in 1979

## Villa Kakelbont in Astrid Lindgrens Värld
In de zomer van 2009 werd er een nieuwe Villa Kakelbont geopend in Astrid Lindgrens Värld. Deze villa is geïnspireerd op de illustraties van Ingrid Vang Nyman bij de oorspronkelijke uitgave van de Pippi Langkous boeken in 1945. De villa is onderdeel van een themapark rondom de diverse jeugdboeken van Lindgren in haar voormalige geboorteplaats Vimmerby.

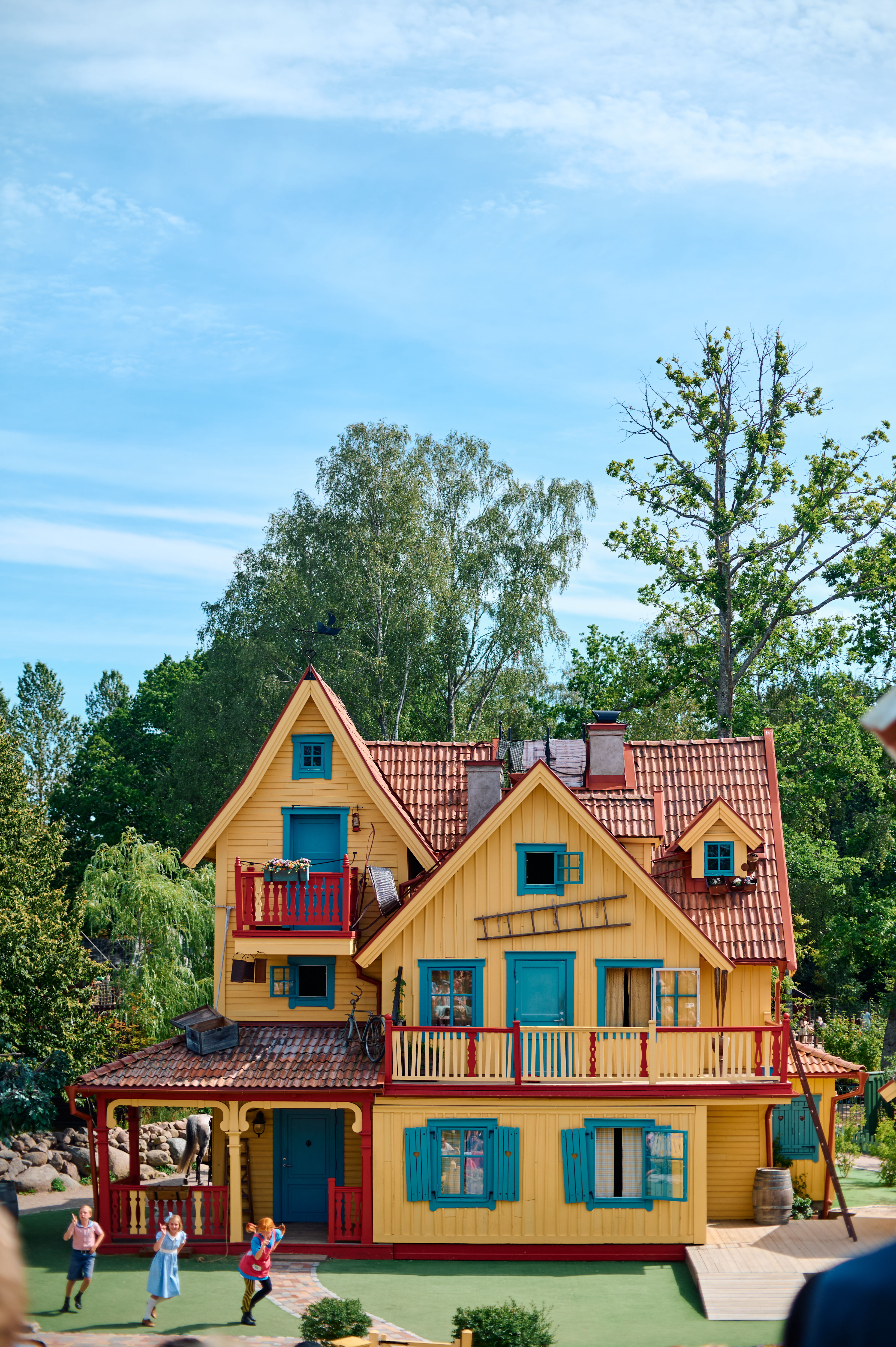
Villa Kakelbont in Astrid Lindgrens Värld, 2024